# Franklin Post Metcalf
Franklin Post Metcalf (Oberlin, 10 de junio de 1892 - 3 de abril de 1955) fue un botánico, zoólogo, y explorador estadounidense. Era hijo de John Milton Putnam Metcalf.

## Biografía
De 1912 a 1913, fue ornitólogo asistente en el Oberlin College, y recibió su AB de la Facultad en 1913. Fue botánico de la Universidad de Cornell de 1913 hasta 1916. Durante esos veranos fue profesor en Kamp Kiamesha, Vermont (1913); instructor asistente de la Universidad de Cornell (1914); e instructor asistente del Curso Profesor Lynd, de campo (1915).
Durante el año académico 1916-1917, fue instructor en Cornell, y luego, en 1917, aceptó un nombramiento como biólogo adjunto del Departamento de Agricultura de EE. UU. (USDA) Oficina de Estudios biológicos, en Dakota del Norte.
Sirvió en el ejército de Estados Unidos (Cuerpo de Señales), de 1918 hasta 1919. Regresó a su cargo en 1919, cargo que ocupó hasta 1923. Como parte de sus funciones en USDA actuó en trabajo de campo en los veranos de 1920 y 1921. De 1923 a 1928, fue profesor de botánica en la Universidad Cristiana de Fukien. Su único hijo, John Edwards, Metcalf nació el 4 de junio de 1925. Estuvo casado tres veces. Su segunda esposa fue la Dra. Luetta Chen y su tercera esposa fue Christine Malmer, con quien se casó en 1950. Era sobrino de Keyes Metcalf, bibliotecario de la Universidad de Harvard.
Durante 1928-1929 fue miembro del Patronato de Medicina de China, becado por la Fundación Rockefeller; y miembro de la Universidad de Lingnan, Cantón, China, de 1930-1931. En 1931 recibió su Ph.D. en botánica sistemática de la Universidad de Cornell.
En 1932 se convirtió en curador del Herbario de Lingnan Natural Estudio Histórico y Museo, cargo que desempeñó hasta 1940. Regresó a EE. UU. en 1940 para seguir un año de beca Guggenheim Memorial Foundation en el Arnold Arboretum de la Universidad de Harvard. A partir de 1941-1942 continuó su trabajo en el Arboretum Arnold, como "miembro Milton-Clarke", e investigador asociado. En 1942 fue admitido en la Fuerza Aérea del Ejército de EE. UU., como capitán. Fue ascendido a mayor en 1943 y mantuvo ese rango hasta 1947 cuando se retiró. Volvió a Oberlin en 1947 y comenzó un negocio de bienes raíces. Murió de un ataque al corazón el 3 de abril de 1955.

## Libros
- franklin Post Metcalf. 1945. Notes on the Flora of Kung Ping Shan, Kwangtung. Edición reimpresa. 205 pp.
- ---------------------------, Ling nan da xue. 1942]. Flora of Fukien and floristic notes on southeastern China. Volumen 1. Editor Lingnan university, 82 pp.
- ---------------------------, leung Bing-Sing, Lau Shau-Yan. 1937]. Trees, shrubs, vines and herbaceous plants of Lingnan Campus and vicinity. 110 pp.
- ---------------------------. 1935a. List of trees, shrubs, vines and herbaceous plants. 23 pp.
- ---------------------------. 1935b. Botanical exploration in Kwangtung. Edición reimpresa. 191 pp.
- ---------------------------. 1935c. Validity of Lochnera Reichenbach Thalictrum and Epilobium in Kwangtung. 329 pp.
- ---------------------------. 1934. Travelers and explorers in Fukien before 1700. Editor Newspaper Enterprise, Ltd. 271 pp.
- ---------------------------. 1931. The gross morphology and histology of grass leaves and their value in taxonomy. Editor Cornell University, 730 pp.
- ---------------------------. 1929. Formosa the island beautiful. Volumen 10, N.º 6 de The China Journal. 13 pp.
- ---------------------------, ludlow Griscom. 1917. Notes on rare New York state plants. Edición reimpresa. 55 pp.

## Honores
Miembro de
- George Society
- Wilson Ornithological Club
- Peiping Society of Natural History

## Eponimia
- (Adiantaceae) Cheilanthes mickelii T.Reeves[3]